# Кућа од карата (ТВ серија)
Кућа од карата (енгл. House of Cards) америчка је телевизијска серија коју је створио Бо Вилимон за Netflix. Темељи се на истоименом роману Мајкла Добса из 1989. године. Премијера је приказана 1. фебруара 2013. године, поставши прва серија коју је премијерно приказивао Netflix.
Радња се одвија у Вашингтону, а прати аморалног политичара Френка Андервуда (Кевин Спејси) и његову једнако амбициозну супругу Клер Андервуд (Робин Рајт). Френк је пребачен ради именовања за државног секретара, али остаје у Представничком дому, где покреће разрађен план за постизање моћи, уз помоћ супруге. Серија се бави темама немилосрдног прагматизма, манипулације, издаје и моћи.
Добила је позитивне рецензије и освојила мноштво награда, укључујући 33 награде Еми за програм у ударном термину, међу којима је и Еми за најбољу драмску серију, Еми за најбољег главног глумца у драмској серији (Спејси) и Еми за најбољу главну глумицу у драмској серији (Рајт). Прва је серија приказивана искључиво путем стриминга која је номинована за значајније награде Еми. Такође је осам пута била номинована за награду Златни глобус, с тим да је Рајтова освојила Златни глобус за најбољу главну глумицу у ТВ серији (драма) и Спејси Златни глобус за најбољег главног глумца у ТВ серији (драма).
Године 2017, након оптужби за недолично понашање против Спејсија, Netflix је прекинуо сарадњу са глумцем. Шеста и последња сезона је произведена без његовог учешћа.

## Радња
Серија прати живот и каријеру Френка Андервуда, човека који је оличење политике — бескрупулозног, превртљивог и жељног моћи. Улазећи у политичку кампању Гарета Вокера за председника САД, Андервуду је обећано место државног секретара. Ипак, након што је однео победу Вокер саопштава Андервуду да место државног секретара неће добити, јер је потребнији у Представничком дому. Андервуд, заједно са супругом Клер, отпочиње политички рат до истребљења против свих који су га издали.

## Улоге
| Глумац             | Улога            |
| ------------------ | ---------------- |
| Кевин Спејси       | Френк Андервуд   |
| Робин Рајт         | Клер Андервуд    |
| Мајкл Кели         | Даг Стампер      |
| Џејн Аткинсон      | Кети Дјурант     |
| Кори Стол          | Питер Русо       |
| Кејт Мара          | Зои Барнс        |
| Сандрин Холт       | Џилијан Кол      |
| Кристен Коноли     | Кристина Галагер |
| Рејчел Брознахан   | Рејчел Поснер    |
| Себастијан Арселус | Лукас Гудвин     |
| Махершала Али      | Реми Дантон      |
| Нејтан Дероу       | Едвард Мичам     |
| Реџ Е. Кати        | Фреди Хејз       |
| Мајкл Гил          | Гарет Вокер      |
| Сакина Џафри       | Линда Васкез     |
| Констанс Зимер     | Џанин Скорски    |
| Џералд Макрејни    | Рејмонд Таск     |
| Борис Макгајвер    | Том Хамершмит    |
| Џими Симпсон       | Гавин Орси       |
| Можан Марно        | Ајла Сајад       |
| Моли Паркер        | Џеки Шарп        |
| Елизабет Марвел    | Хедер Данбар     |
| Дерек Сесил        | Сет Грејсон      |
| Пол Спаркс         | Томас Јејтс      |
| Ким Дикенс         | Кејт Болдвин     |
| Ларс Микелсен      | Виктор Петров    |
| Џоел Кинаман       | Вил Конвеј       |
| Нев Кембел         | Лијен Харви      |
| Доминик Макелигот  | Хана Конвеј      |
| Дејмијан Јанг      | Ејдан Макалан    |
| Кори Џексон        | Шон Џефриз       |
| Џејмс Мартинез     | Алекс Ромеро     |
| Кембел Скот        | Марк Ашер        |
| Патриша Кларксон   | Џејн Дејвис      |
| Дајана Лејн        | Анет Шепард      |
| Грег Кинир         | Бил Шепард       |
| Коди Ферн          | Данкан Шепард    |

## Епизоде
| Сезона | Сезона | Епизоде | Епизоде | Оригинална објава | Оригинална објава |
| ------ | ------ | ------- | ------- | ----------------- | ----------------- |
|        | 1.     | 13      | 13      | 1. фебруар 2013.  | 1. фебруар 2013.  |
|        | 2.     | 13      | 13      | 14. фебруар 2014. | 14. фебруар 2014. |
|        | 3.     | 13      | 13      | 27. фебруар 2015. | 27. фебруар 2015. |
|        | 4.     | 13      | 13      | 4. март 2016.     | 4. март 2016.     |
|        | 5.     | 13      | 13      | 30. мај 2017.     | 30. мај 2017.     |
|        | 6.     | 8       | 8       | 2. новембар 2018. | 2. новембар 2018. |